# الکسوس گرینکویچ
الکسوس گرینکویچ (انگلیسی: Alexus Grynkewich؛ زادهٔ ۱۵ اکتبر ۱۹۷۱) ژنرال نیروی هوایی ایالات متحده آمریکا است، که از ژوئیه ۲۰۲۵ به‌عنوان فرمانده عالی متفقین اروپا فعالیت می‌کند و فرماندهی اروپایی ایالات متحده آمریکا را برعهده دارد.
گرینویچ فعالیت نظامی را از سال ۱۹۹۳ در نیروی هوایی آمریکا آغاز کرد، از ۲۰۱۳ تا ۲۰۱۵ فرماندهی بال ۵۳ هوایی را برعهده داشت، از ۲۰۱۶ تا ۲۰۱۷ معاون مدیر عملیات ستاد مشترک نیروهای مسلح بود و از ۲۰۱۷ تا ۲۰۱۹ به‌عنوان معاون عملیات جهانی ستاد مشترک نیروهای مسلح فعالیت می‌کرد.
وی از ۲۰۱۹ تا ۲۰۲۰ معاون عملیات گروه ضربت مشترک ترکیبی – عملیات عزم راسخ بود، در فاصله سال‌های ۲۰۲۰ تا ۲۰۲۲ به‌عنوان مدیر عملیات فرماندهی مرکزی ایالات متحده آمریکا فعالیت می‌کرد، از ۲۰۲۲ تا ۲۰۲۴ فرماندهی نیروی هوایی نهم را برعهده داشت و از ۲۰۲۴ تا ۲۰۲۵ مدیر عملیات ستاد مشترک نیروهای مسلح بود.